# Звездочётов, Николай Петрович
Николай Петрович Звездочётов (27 ноября 1904, Пенза, Российская империя — 8 января 1985) — советский театральный актёр. Народный артист БССР (1944).

## Биография
В 1925 поступил в Ленинградский театральный техникум. После его окончания в 1929 г. был принят в Белорусский государственный драматический театр (ныне Национальный академический драматический театр им. Якуба Коласа), в котором играл до 1977 г.
Актёр яркого и сильного темперамента.
Творчество выдающегося мастера белорусской театральной сцены Н. П. Звездочётова выделялось социальной определенностью и содержанием, выразительностью и доскональностью сцен. Звездочётовским персонажам были свойственны целеустремленность, цельность характера, несокрушимость воли.

## Роли в театре
- 1934 — Гулин («Бойцы» Ромашова);
- 1938 — Шадрин («Человек с ружьём» Н. Погодина);
- 1938 — Тетерев («Мещане» М. Горького);
- 1940 — Орджоникидзе («Над Берёзой-рекой» Глебки);
- 1940 — Несчастливцев (Лес А. Островского);
- 1942 — Егор Булычев («Егор Булычов и другие» М. Горького);
- 1942 — Горлов («Фронт» А. Корнейчука);
- 1945 — Городничий («Ревизор» Н. Гоголя);
- 1951 — Сатин («На дне» М. Горького);
- 1951 — Неизвестный («Разорённое гнездо» Я. Купалы);
- 1952 — Левшин («Враги» М. Горького);
- 1958 — Скробот («Люди и дьяволы» Крапивы).

Виртуозно и комедийно Звездочётов исполнял роли Романюка («Калиновый гай», реж. Корнейчука), Добрых («Амнистия», реж. Матуковского).

## Награды
- Народный артист Белорусской ССР (1944)
- орден «Знак Почёта» (20.06.1940) — за выдающиеся заслуги в деле развития белорусского театрального и музыкального искусства

## Память

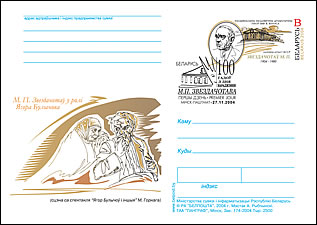
Почтовая карточка с оригинальной маркой, посвященная 100-летию со дня рождения Н. П. Звездочётова. Беларусь. 2004 г.

В 2004 году в почтовое обращение введена почтовая карточка Беларуси с оригинальной маркой, посвященная 100-летию со дня рождения Н. П. Звездочётова.